# Central Hidroeléctrica de Caldas
La Central Hidroeléctrica de Caldas S.A. E.S.P. (CHEC) es una empresa de servicios públicos mixta con autonomía administrativa, patrimonial y presupuestal, sometida al régimen general aplicable a las empresas de servicios públicos y a las normas especiales que rigen a las empresas del sector eléctrico.
En el mes de diciembre del año 2021, la cantidad de clientes con contrato de condiciones uniformes vigente fue de 525.420.

## Historia
Fue fundada el 26 de febrero de 1944 para satisfacer las necesidades enérgicas del departamento de Caldas.
En 2003 el gobierno vende sus acciones de la electrificadora a EPM.

## Área de cobertura
Opera en los departamentos de Caldas y Risaralda excepto en el municipio de Pereira, donde opera la Empresa de Energía de Pereira.

## Composición accionaria
Según el reporte del gobierno corporativo de 2023 la participación se divide de la siguiente manera: